# Romuald Twardowski
Romuald Twardowski (17. června 1930, Vilnius – 13. ledna 2024) byl litevský hudební skladatel.

## Biografie
V době II. světové války se učil na housle, po válce na klavír a varhany. V letech 1952-57 studoval hru na klavír a kompozici v třídě Julia Juzeliunase na Litevské konzervatoři. Ve studiu kompozice pokračoval na Vyšší škole hudební ve Varšavě u Bolesława Woytowicze, v letech 1963-66 získal stipendium na studie gregoriánského chorálu a středověké polyfonie pod vedením Nadii Boulangerové v Paříži, která např. učila Aarona Coplanda. Od roku 1972 přednášel na Hudební akademii Fryderyka Chopina ve Varšavě kompozici a instrumentaci.

## Dílo
Roku 2001 také vydal vzpomínky "Bylo nebylo" (Było, nie minęło. Wspomnienia kompozytora. ISBN 83-913314-0-7).